# بيل موريارتي
بيل موريارتي (بالإنجليزية: Bill Moriarty)‏ هو لاعب كرة قاعدة أمريكي، ولد في أغسطس 1883 في شيكاغو في الولايات المتحدة، وتوفي في 25 ديسمبر 1916 في إلجين في الولايات المتحدة.